# Gare de Saint-Cloud
Gare de Saint-Cloud – stacja kolejowa w Saint-Cloud, w regionie Île-de-France, we Francji. Znajdują się tu 2 perony.